# Börje Olsson
Börje Ingmar Olsson, född 15 maj 1934 i Asarums församling i Blekinge län, är en svensk företagsledare.

## Biografi
Olsson tog civilingenjörexamen 1960 och företagsekonomisk examen 1966. Han var avdelningsdirektör och chef för utländsk försäljning vid Förenade Fabriksverken (FFV) 1971–1980. Åren 1980–1990 var han chef för FFV Ordnance och 1990–1992 vice verkställande direktör i Celsius Industrier AB.
Börje Olsson invaldes 1986 som ledamot av Kungliga Krigsvetenskapsakademien.